# Río de los Sauces (río)
El río de los Sauces, también llamado río de San Pedro es un cauce natural de agua del Valle de Traslasierra, en la Provincia de Córdoba, Argentina.  Se forma en los límites de Villa Cura Brochero y Mina Clavero a partir de la confluencia del río Panaholma y del río Mina Clavero. 
Es el segundo cauce más importante del valle.[cita requerida] En la zona de juntura, donde nace el río, el cauce se encuentra encajonado entre grandes rocas de atractivas formas, conocida como Los Cajones; y unos metros más adelante se encuentra el balneario Los Elefantes, ya que las antiquísimas rocas erosionadas recuerdan a manadas de elefantes abrevando en el río. El río continúa luego de manera más tranquila formando extensas playas de arenas doradas.
Unos 20 km más adelante, el cauce recibe las aguas del río Chico de Nono, en la zona denominada la juntura, con el acompañamiento del cerro Los Nonos, para finalmente desembocar en el lago del Dique La Viña o Embalse Ing. A. Medina Allende, cuyo paredón mide 106 m de altura. Allí es posible practicar deportes náuticos y pesca. 
Más adelante se encontrara con el dique Nivelador o boca del río, en Las Tapias, para finalmente formar un cauce más pequeño de márgenes irregulares pasando por pueblos como Piedra Pintada y Sarmiento (Villa Dolores) y perderse en la llanura, cerca del límite con la Provincia de San Luis.